# Semen (revue)
 (avril 2023).
Édité par le Laboratoire ELLIADD aux Presses Universitaires de Franche-Comté, la revue Semen a été fondée en 1983 par Thomas Aron et Jean Peytard. Semen, revue de sémiolinguistique des textes et discours, pose un espace de dialogue et de réflexion, dans le champ des sciences du langage. 
Les relations de l'analyse du discours, de la linguistique textuelle, de la sémiotique avec différentes disciplines des sciences humaines connexes telles que la psychanalyse, la philosophie, la sociologie, les sciences politiques sont prises en compte. Les problématiques de la textualité et de la discursivité, les relations interdiscursives et intersémiotiques, la perspective de la réception et de l'interprétation, l'élaboration d'outils d'analyse, les modalités de la construction du sens constituent des pôles d'intérêt constants.

## Thèmes abordés
Les disciplines majoritaires visées par la revue sont :
- analyse du discours,
- linguistique textuelle,
- sémiotique littéraire et non littéraire,
- rhétorique,
- stylistique,
- pragmatique

La revue est disponible en texte intégral sur le portail OpenEdition Journals ; elle est propulsée par le CMS libre Lodel. 